# Coppa Principessa di Piemonte 1937
La Coppa Principessa di Piemonte 1937 è stata la terza prova non valida per la stagione 1937 del Campionato europeo di automobilismo e terza edizione della Coppa Principessa di Piemonte.
La gara si è corsa il 25 aprile 1937 sul circuito di Posillipo, ed è stata vinta dall'italiano Nino Farina su Alfa Romeo, al suo primo successo nella competizione; Farina ha preceduto all'arrivo i suoi compagni di squadra connazionali Clemente Biondetti ed Emilio Villoresi.

## Vigilia
La Scuderia Ferrari ha iscritto quattro vetture Alfa Romeo per il Gran Premio di Napoli. Farina e Biondetti hanno corso su due 12C-36. Carlos Arzani, che era venuto dall'Argentina per acquistare una 8C-35, ha corso la nuova vettura prima di riportarla in Sud America. Tuttavia, secondo il libro di corse ufficiale della Scuderia Ferrari per il 1937, non fu iscritto dalla Scuderia Ferrari. Siena ha corso un'altra 8C-35 mentre Emilio Villoresi aveva un'auto sportiva 2900A spogliata. Le vecchie Alfa Romeo "Monza" sono state inserite da Magistri, Nicola Sarubbi e Alessandro Wild, quest'ultimo con lo pseudonimo di "Ventidue" (il suo numero fortunato). Di Villamarina e de Rham furono iscritti sotto il nome di Scuderia Maremmana, il primo su una Maserati 6C-34 e il secondo su un'Alfa Romeo Monza, ma non si fecero mai vedere. Altre voci Maserati sono state Soffietti (su 6C-34) e l'ungherese László Hartmann (6C-34 secondo "Il Littoriale", 8CM secondo Sheldon). Il conte Ernõ Festetics aveva una Maserati 8CM e Adolfo Mandirola una Maserati V8RI. E infine c'era il pilota svizzero Walther con una Bugatti T35B verniciata di bianco e rosso.

### Elenco iscritti
| Scuderia           | Costruttore | Telaio               | Motore                          | Gomme | Nº              | Piloti                     |
| ------------------ | ----------- | -------------------- | ------------------------------- | ----- | --------------- | -------------------------- |
| C. Magistri        | Alfa Romeo  | Alfa Romeo Monza     | Alfa Romeo 2.3L I8 Compressore  |       | 52              | Costantino Magistri        |
| "Ventidue"         | Alfa Romeo  | Alfa Romeo Monza     | Alfa Romeo 2.3L I8 Compressore  |       | 54              | Alessandro Wild "Ventidue" |
| Scuderia Ferrari   | Alfa Romeo  | Alfa Romeo 12C-36    | Alfa Romeo 4.1L V12 Compressore | E     | 56              | Nino Farina                |
| Scuderia Ferrari   | Alfa Romeo  | Alfa Romeo 12C-36    | Alfa Romeo 4.1L V12 Compressore | E     | 66              | Clemente Biondetti         |
| Scuderia Ferrari   | Alfa Romeo  | Alfa Romeo 8C-35     | Alfa Romeo 3.8L I8 Compressore  | E     | 60              | Eugenio Siena              |
| Scuderia Ferrari   | Alfa Romeo  | Alfa Romeo 8C 2900A  | Alfa Romeo 2.9L I8 Compressore  | E     | 68              | Emilio Villoresi           |
| Scuderia Maremmana | Maserati    | Maserati 6C-34       | Maserati 3.7L I6 Compressore    | P     | 58              | Carlo Pes di Villamarina   |
| Scuderia Maremmana | Alfa Romeo  | Alfa Romeo Tipo B/P3 | Alfa Romeo 2.9L I8 Compressore  | P     | 76              | Giacomo de Rham            |
| M. Walther         | Bugatti     | Bugatti T35B         | Bugatti 2.3L I8 Compressore     |       | 62              | Martin Walther             |
| C. Arzani          | Alfa Romeo  | Alfa Romeo 8C-35     | Alfa Romeo 3.8L I8 Compressore  |       | 64              | Carlos Arzani              |
| L. Soffietti       | Maserati    | Maserati 6C-34       | Maserati 3.7L I6 Compressore    |       | 70              | Luigi Soffietti            |
| Ecurie Darbellay   | Maserati    | Maserati V8RI        | Maserati 4.7L V8 Compressore    |       | 72              | Adolfo Mandirola           |
| Graf Festetics     | Maserati    | Maserati 8CM         | Maserati 3.0L I8 Compressore    |       | 74              | Graf Ernõ Festetics        |
| C. Gazzabini       | Alfa Romeo  | Alfa Romeo Monza     | Alfa Romeo 2.3L I8 Compressore  |       | 78              | Nicola Sarubbi             |
| C. Gazzabini       | Alfa Romeo  | Alfa Romeo Monza     | Alfa Romeo 2.3L I8 Compressore  | 78    | Carlo Gazzabini |                            |
| L. Hartmann        | Maserati    | Maserati 6C-34       | Maserati 3.7L I6 Compressore    |       | 80              | László Hartmann            |

## Prove

### Resoconto
Ci sono state sessioni di prove libere il venerdì e il sabato. Diversi piloti hanno preso parte alla sessione del venerdì tra cui Hartmann, "Ventidue" e alcuni dei piloti Ferrari, ma i tempi degni di nota non sono stati fissati.

## Qualifiche

### Resoconto
Le qualifiche si sono svolte nella giornata di sabato, dove la Scuderia Ferrari ha conquistato le prime cinque posizioni con Farina il più veloce. Dietro le Alfa Romeo c'è l'unica Bugatti iscritta, quella di Walther mentre le Maserati si piazzano rispettivamente al settimo, decimo, undicesimo e dodicesimo posto.

### Risultati
Nella sessione di qualifica si è avuta questa situazione:
| Pos | Nº | Pilota                     | Costruttore | Tempo  | Griglia |
| --- | -- | -------------------------- | ----------- | ------ | ------- |
| 1   | 56 | Nino Farina                | Alfa Romeo  | 2'24"2 | 1       |
| 2   | 64 | Carlos Arzani              | Alfa Romeo  | 2'29"8 | 2       |
| 3   | 68 | Emilio Villoresi           | Alfa Romeo  | 2'30"8 | 4       |
| 4   | 60 | Eugenio Siena              | Alfa Romeo  | 2'31"6 | 5       |
| 5   | 66 | Clemente Biondetti         | Alfa Romeo  | 2'32"0 | 3       |
| 6   | 62 | Martin Walther             | Bugatti     | 2'41"2 | 8       |
| 7   | 70 | Luigi Soffietti            | Maserati    | 2'41"2 | 7       |
| 8   | 78 | Nicola Sarubbi             | Alfa Romeo  | 2'41"6 | 6       |
| 9   | 54 | Alessandro Wild "Ventidue" | Alfa Romeo  | 2'42"8 | 11      |
| 10  | 72 | Adolfo Mandirola           | Maserati    | 2'48"4 | 10      |
| 11  | 74 | Ernõ Festetics             | Maserati    | 2'50"8 | 13      |
| 12  | 80 | László Hartmann            | Maserati    | 2'51"8 | 12      |
| 13  | 52 | Costantino Magistri        | Alfa Romeo  | 3'00"0 | 9       |

## Gara

### Griglia di partenza
Posizionamento dei piloti alla partenza della gara.
| Prima fila   | 1 Pos.                         | 2 Pos.                    | 3 Pos.                                |
| ------------ | ------------------------------ | ------------------------- | ------------------------------------- |
|              | Nino Farina Alfa Romeo         | Carlos Arzani Alfa Romeo  | Clemente Biondetti Alfa Romeo         |
| Seconda fila | 4 Pos.                         |                           | 5 Pos.                                |
|              | Emilio Villoresi Alfa Romeo    |                           | Eugenio Siena Alfa Romeo              |
| Terza fila   | 6 Pos.                         | 7 Pos.                    | 8 Pos.                                |
|              | Nicola Sarubbi Alfa Romeo      | Luigi Soffietti Maserati  | Martin Walther Bugatti                |
| Quarta fila  | 9 Pos.                         | 10 Pos.                   | 11 Pos.                               |
|              | Costantino Magistri Alfa Romeo | Adolfo Mandirola Maserati | Alessandro Wild "Ventidue" Alfa Romeo |
| Quinta fila  |                                | 12 Pos.                   | 13 Pos.                               |
|              |                                | László Hartmann Maserati  | Ernõ Festetics Maserati               |

### Resoconto
Alle 12:27 la principessa ha sbandierato la bandiera e le vetture sono partite con Farina in testa e con Arzani alle spalle. Dietro di loro ci sono Biondetti, Gazzabini, Soffietti e gli altri. 
Al terzo giro Biondetti supera Arzani e si piazza in seconda posizione. La gara è proseguita con Farina che ha aperto senza fatica un vantaggio su Biondetti. Emilio Villoresi ha superato Siena e Arzani per la terza posizione e lì sarebbe rimasto fino al termine della gara.
Villoresi ha fatto una sosta veloce per cambiare una candela. Dopo 13 giri il conte Festetics dovette ritirarsi a causa di problemi al carburatore della sua Maserati e al giro successivo la Maserati di Soffietti fu la successiva fuori gara con un differenziale rotto. Siena ha ora catturato Arzani e il duo ha iniziato a lottare per la quarta posizione. Farina ha segnato il giro più veloce della gara al 21º giro. Al 24º giro "Ventidue" ribalta in curva la sua Monza. Per fortuna l'automobilista ne è uscito illeso.
Siena per il momento aveva perso un po' di terreno contro l'italo-argentino, ma lo avrebbe presto ripreso. Dopo 30 giri il divario tra loro era sceso a soli 0,8 secondi e il duello sarebbe poi proseguito fino alla bandiera a scacchi. Farina aveva lasciato chiudere un po' Biondetti ma intorno al 32º giro ha ripreso a guidare più forte.
A cinque giri dalla fine Farina ha rallentato un po' il ritmo ma è comunque riuscito a conquistare una comoda vittoria oltre 100 secondi prima di Biondetti con Villoresi a 39 secondi di distacco. Quei tre sono stati gli unici a fare la distanza totale, il resto è stato segnalato.

### Risultati
Risultati finali della gara.
| Pos | Nº | Pilota                         | Costruttore | Giri | Tempo/Ritiro  | Griglia |
| --- | -- | ------------------------------ | ----------- | ---- | ------------- | ------- |
| 1   | 56 | Nino Farina                    | Alfa Romeo  | 50   | 2h04'28"8     | 1       |
| 2   | 66 | Clemente Biondetti             | Alfa Romeo  | 50   | +1'42"2       | 3       |
| 3   | 68 | Emilio Villoresi               | Alfa Romeo  | 50   | +2'21"6       | 4       |
| 4   | 64 | Carlos Arzani                  | Alfa Romeo  | 49   | +1 giro       | 2       |
| 5   | 60 | Eugenio Siena                  | Alfa Romeo  | 49   | +1 giro       | 5       |
| 6   | 14 | Carlo Gazzabini Nicola Sarubbi | Alfa Romeo  | 48   | +2 giri       | 6       |
| 7   | 52 | Costantino Magistri            | Alfa Romeo  | 48   | +2 giri       | 9       |
| 8   | 80 | László Hartmann                | Maserati    | 46   | +4 giri       | 12      |
| 9   | 62 | Martin Walther                 | Bugatti     | 46   | +4 giri       | 8       |
| 10  | 72 | Adolfo Mandirola               | Maserati    | 44   | +6 giri       | 10      |
| Rit | 54 | Alessandro Wild "Ventidue"     | Alfa Romeo  | 24   | Incidente     | 11      |
| Rit | 70 | Luigi Soffietti                | Maserati    | 14   | Differenziale | 7       |
| Rit | 74 | Ernõ Festetics                 | Maserati    | 13   | Motore        | 14      |
| NP  | 78 | Nicola Sarubbi                 | Alfa Romeo  | 0    |               | 6       |
| NA  | 58 | Carlo Pes di Villamarina       | Maserati    | 0    |               | -       |
| NA  | 78 | Giacomo de Rham                | Maserati    | 0    |               | -       |

## Voiturette 1500
La Coppa Principessa di Piemonte per vetturette 1937 è stata la terza prova non valida per la stagione 1937 del Campionato europeo di automobilismo e terza edizione della Coppa Principessa di Piemonte per voiturette con cilindrata massima di 1500 cm³.
La gara si è corsa il 25 aprile 1937 sul circuito di Posillipo, ed è stata vinta dall'italiano Carlo Felice Trossi su Maserati, al suo primo successo nella competizione; Trossi ha preceduto all'arrivo il principe thailandese Bira su ERA e il norvegese Eugen Bjørnstad, anche lui su ERA.

### Vigilia
Una settimana dopo Torino c'è stato un nuovo appuntamento italiano sullo spettacolare e durissimo percorso di Posillipo a Napoli. C'erano diversi tratti in salita e in discesa sul percorso tortuoso che andavano anche su un profondo burrone. Le strette sezioni simili a Monaco tra le case erano mescolate a splendide sezioni panoramiche. Su questa pista tortuosa ci si aspettava che l'agile Maserati 6CM con le sue sospensioni indipendenti fosse superiore all'ERA.
Non inaspettatamente l'elenco delle voci era abbastanza simile a quello di Torino con 14 voci che figuravano in entrambe le liste. Tra i piloti dell'ERA, Bira ha corso di nuovo con la sua R2B "Romulus", Eugen Bjørnstad ha corso con la sua R1A e Reggie Tongue sulla sua R11B. La piccola Fiat Balilla di Genuardi era di nuovo presente e Chambard si presentò con la sua Bugatti 37A. Sono state sfidate da un'orda di ben 15 Maserati, tra cui tre 6CM per Bianco, Trossi e Cortese. Gigi Villoresi ha inserito las sua 6CM e Giovanni Rocco era un altro 6CM. Il pilota olandese Harry Herkuleyns con una MG K3 Magnette ha completato la lista degli iscritti.

#### Elenco iscritti
| Scuderia             | Costruttore | Telaio         | Motore                       | Gomme | Nº                    | Piloti                         |
| -------------------- | ----------- | -------------- | ---------------------------- | ----- | --------------------- | ------------------------------ |
| Ecurie Helvetia      | Maserati    | Maserati 4CS   | Maserati 1.5L I6 Compressore |       | 2                     | Georges Filippinetti           |
| Ecurie Helvetia      | Maserati    | Maserati 4CS   | Maserati 1.5L I6 Compressore | 46    | Mario Moradei         |                                |
| Ecurie Helvetia      | Maserati    | Maserati 4CM   | Maserati 1.5L I4 Compressore |       | 16                    | Ciro Basadonna                 |
| Ecurie Helvetia      | Maserati    | Maserati 4CM   | Maserati 1.5L I4 Compressore | 48    | Henry Leuzinger       |                                |
| R. Tongue            | ERA         | ERA B          | ERA 1.5L I6 Compressore      |       | 4                     | Reggie Tongue                  |
| Gruppo Volta         | Maserati    | Maserati 4CM   | Maserati 1.5L I4 Compressore |       | 6                     | Pino Baruffi                   |
| Scuderia Ambrosiana  | Maserati    | Maserati 6CM   | Maserati 1.5L I6 Compressore |       | 8                     | Gigi Villoresi                 |
| Scuderia Ambrosiana  | Maserati    | Maserati 6CM   | Maserati 1.5L I6 Compressore | 44    | Conte Giovanni Lurani |                                |
| Scuderia Impero      | Maserati    | Maserati 4CM   | Maserati 1.5L I4 Compressore |       | 10                    | Mario Colini                   |
| Scuderia Impero      | Maserati    | Maserati 4CM   | Maserati 1.5L I4 Compressore | 34    | Agostino Prosperi     |                                |
| G. Rocco             | Maserati    | Maserati 6CM   | Maserati 1.5L I6 Compressore |       | 12                    | Giovanni Rocco                 |
| L. Soffietti         | Maserati    | Maserati 4CM   | Maserati 1.5L I4 Compressore |       | 14                    | Luigi Soffietti                |
| "B Bira"             | ERA         | ERA B          | ERA 1.5L I6 Compressore      |       | 18                    | Prince Bira                    |
| L. Uboldi            | Maserati    | Maserati 4CM   | Maserati 1.5L I4 Compressore |       | 20                    | Luciano Uboldi                 |
| N. Embiricos         | ERA         | ERA A          | ERA 1.5L I6 Compressore      |       | 22                    | Nicholas Embiricos             |
| Scuderia Maremmana   | Maserati    | Maserati 4CM   | Maserati 1.5L I4 Compressore | P     | 24                    | Barone Emmanuel de Graffenried |
| E. Gessner           | Maserati    | Maserati 4CM   | Maserati 1.5L I4 Compressore |       | 26                    | Enrico Gessner                 |
| Officine A. Maserati | Maserati    | Maserati 6CM   | Maserati 1.5L I6 Compressore | P     | 28                    | Ettore Bianco                  |
| Officine A. Maserati | Maserati    | Maserati 6CM   | Maserati 1.5L I6 Compressore | P     | 30                    | Conte Carlo Felice Trossi      |
| Officine A. Maserati | Maserati    | Maserati 6CM   | Maserati 1.5L I6 Compressore | P     | 32                    | Franco Cortese                 |
| A. Genuardi          | Fiat        | Fiat Balilla   | Fiat 1.1L I4 Compressore     |       | 36                    | Antonino Genuardi              |
| L. Castelbarco       | Maserati    | Maserati 4CM   | Maserati 1.5L I4 Compressore |       | 38                    | Conte Luigi Castelbarco        |
| H. Herkuleyns        | MG          | MG K3 Magnette | MG 1.1L I6 Compressore       |       | 40                    | Harry Herkuleyns               |
| R. Chambard          | Bugatti     | Bugatti T37A   | Bugatti 1.5L I4 Compressore  |       | 42                    | Roger Chambard                 |
| E. Bjørnstad         | ERA         | ERA A          | ERA 1.5L I6 Compressore      |       | 50                    | Eugen Bjørnstad                |

### Prove

#### Resoconto
Gli spettatori avevano l'ingresso gratuito alle prove libere del venerdì. Tutti i piloti non erano ancora arrivati, ma alcuni hanno colto l'occasione per imparare la pista. Tongue, su ERA, si è rivelato il più veloce con un tempo di 2'40 secondi con Bjørnstad il secondo più veloce, facendo giri compresi tra 2'41 e 2'43. Villoresi e Cortese hanno fatto un giro di 2'45 ciascuno e Lurani di 2'47.

### Qualifiche

#### Resoconto
Le sessioni di qualifica erano previste per le 14:00 e le 16:00 di sabato. Le Maserati 6CM si sono rivelate le più veloci conquistando le prime cinque posizioni in griglia con i 2'25.8 di Trossi abbastanza buoni per la pole position. Sono stati seguiti nell'elenco dalle tre ERA, Bira è stato il pilota ERA più veloce con un tempo di 2m30.6. Le Maserati a quattro cilindri hanno preso le successive dieci posizioni mentre le tre voci "dispari" si sono dovute accontentare dell'ultima fila della griglia.

#### Risultati
Nella sessione di qualifica si è avuta questa situazione:
| Pos | Nº | Pilota                  | Costruttore | Tempo  | Griglia |
| --- | -- | ----------------------- | ----------- | ------ | ------- |
| 1   | 30 | Carlo Felice Trossi     | Maserati    | 2'25"8 | 1       |
| 2   | 28 | Ettore Bianco           | Maserati    | 2'26"4 | 2       |
| 3   | 32 | Franco Cortese          | Maserati    | 2'29"1 | 3       |
| 4   | 8  | Gigi Villoresi          | Maserati    | 2'30"0 | 4       |
| 5   | 12 | Giovanni Rocco          | Maserati    | 2'30"2 | 5       |
| 6   | 18 | Bira                    | ERA         | 2'30"6 | 8       |
| 7   | 50 | Eugen Bjørnstad         | ERA         | 2'32"2 | 7       |
| 8   | 4  | Reggie Tongue           | ERA         | 2'33"8 | 6       |
| 9   | 24 | Emmanuel de Graffenried | Maserati    | 2'37"4 | 11      |
| 10  | 34 | Agostino Prosperi       | Maserati    | 2'39"8 | 10      |
| 11  | 26 | Enrico Gessner          | Maserati    | 2'40"8 | 9       |
| 12  | 46 | Mario Moradei           | Maserati    | 2'40"8 | 14      |
| 13  | 44 | Giovanni Lurani         | Maserati    | 2'41"0 | 13      |
| 14  | 2  | Georges Filippinetti    | Maserati    | 2'48"4 | 12      |
| 15  | 10 | Mario Colini            | Maserati    | 2'49"0 | 17      |
| 16  | 48 | Henry Leuzinger         | Maserati    | 2'50"2 | 16      |
| 17  | 16 | Ciro Basadonna          | Maserati    | 2'50"2 | 15      |
| 18  | 6  | Pino Baruffi            | Maserati    | 2'54"8 | 20      |
| 19  | 36 | Antonino Genuardi       | Fiat        | 2'59"0 | 19      |
| 20  | 42 | Roger Chambard          | Bugatti     | 3'03"1 | 18      |
| 21  | 40 | Harry Herkuleyns        | MG          | 4'58"0 | 21      |

### Gara

#### Griglia di partenza
Posizionamento dei piloti alla partenza della gara.
| Prima fila   | 1 Pos.                        | 2 Pos.                     | 3 Pos.                           |
| ------------ | ----------------------------- | -------------------------- | -------------------------------- |
|              | Carlo Felice Trossi Maserati  | Ettore Bianco Maserati     | Franco Cortese Maserati          |
| Seconda fila | 4 Pos.                        |                            | 5 Pos.                           |
|              | Gigi Villoresi Maserati       |                            | Giovanni Rocco Maserati          |
| Terza fila   | 6 Pos.                        | 7 Pos.                     | 8 Pos.                           |
|              | Reggie Tongue ERA             | Eugen Bjørnstad ERA        | Bira ERA                         |
| Quarta fila  | 9 Pos.                        | 10 Pos.                    | 11 Pos.                          |
|              | Enrico Gessner Maserati       | Agostino Prosperi Maserati | Emmanuel de Graffenried Maserati |
| Quinta fila  | 12 Pos.                       | 13 Pos.                    | 14 Pos.                          |
|              | Georges Filippinetti Maserati | Giovanni Lurani Maserati   | Mario Moradei Maserati           |
| Sesta fila   | 15 Pos.                       | 16 Pos.                    | 17 Pos.                          |
|              | Ciro Basadonna Maserati       | Henry Leuzinger Maserati   | Mario Colini Maserati            |
| Settima fila | 18 Pos.                       | 19 Pos.                    | 20 Pos.                          |
|              | Roger Chambard Bugatti        | Antonino Genuardi Fiat     | Pino Baruffi Maserati            |
| Ottava fila  |                               |                            | 21 Pos.                          |
|              |                               |                            | Harry Herkuleyns MG              |

#### Resoconto
La gara delle voiturette si è svolta davanti alla classe maggiore ed è iniziata alle 10 del mattino.
La principessa ereditaria italiana (Maria José del Belgio) ha alzato la bandiera troppo presto e poi ha lasciato le vetture ferme sulla griglia per circa due minuti per surriscaldarsi prima di abbandonare definitivamente la bandiera. Il pilota della Maserati Bianco ha preso il via seguito da vicino dal compagno di squadra Cortese, che ha preso il comando nel corso del primo giro. Sono stati seguiti da Trossi, Bira, Luigi Villoresi e Bjørnstad. Alla fine del primo giro Chambard ha dovuto fare un pit stop a causa di una foratura. Bianco, ancora ferito agli occhi a Torino una settimana prima, è sceso al quarto posto al secondo giro perché anche Trossi e Bira lo hanno superato. Alla fine del secondo giro Cortese era in testa con Trossi alle sue spalle e Bira un po' dietro.
Bira ha presto raggiunto e superato Trossi per il secondo e poi ha preso il comando al quinto giro quando Cortese ha dovuto fare un pit stop per cambiare le candele e riparare un cambio problematico. Ma al giro successivo Trossi attacca Bira e prende il comando del siamese. Una volta in testa, la Maserati ha iniziato ad allontanarsi dall'ERA. Diversi piloti si erano già ritirati, Filippinetti con problemi al carburatore, Herkuleyns con pompa olio rotta, Rocco con occhiali rotti e macchina che perde olio e Genuardi con tubo olio rotto. All'8º giro anche Villoresi si è dovuto ritirare per problemi al carburatore.
Trossi ha continuato ad aumentare il divario facendo il giro più veloce della gara al giro 8. Ora c'era una lotta per la terza posizione tra Bianco e Bjørnstad. Prosperi è arrivato quinto mentre Tongue ha problemi con le candele. Ora anche Cortese e Colini erano andati in pensione. Bjørnstad ha finalmente trovato un modo per superare Bianco al 15º giro.
Poi, al giro 18, il norvegese è andato in testacoda ed è sceso di nuovo al quarto posto. Ma a Bjørnstad sono bastati solo due giri per raggiungere Bianco, chiaramente in difficoltà, e passarlo ancora una volta.
Al 24º giro il dolore agli occhi diventa troppo per Bianco. Si arrese e cedette la vettura a Belmondo, che riportò in gara la Maserati in quinta posizione alle spalle di Prosperi.
L'ordine è rimasto invariato fino alla fine con Trossi che ha vinto di un minuto su Bira e con Bjørnstad, che ha guidato gli ultimi giri con gomme mal tagliate, finendo in 3ª posizione con un mezzo minuto di ritardo.

#### Risultati
Risultati finali della gara.
| Pos | Nº | Pilota                          | Costruttore | Giri | Tempo/Ritiro          | Griglia |
| --- | -- | ------------------------------- | ----------- | ---- | --------------------- | ------- |
| 1   | 30 | Carlo Felice Trossi             | Maserati    | 30   | 1h14'41"4             | 1       |
| 2   | 18 | Bira                            | ERA         | 30   | +59"2                 | 8       |
| 3   | 50 | Eugen Bjørnstad                 | ERA         | 30   | +1'29"2               | 7       |
| 4   | 34 | Agostino Prosperi               | Maserati    | 30   | +2'03"6               | 10      |
| 5   | 28 | Ettore Bianco Vittorio Belmondo | Maserati    | 29   | +1 giro               | 2       |
| 6   | 24 | Emmanuel de Graffenried         | Maserati    | 29   | +1 giro               | 11      |
| 7   | 4  | Reggie Tongue                   | ERA         | 29   | +1 giro               | 6       |
| 8   | 26 | Enrico Gessner                  | Maserati    | 28   | +2 giri               | 9       |
| 9   | 44 | Giovanni Lurani                 | Maserati    | 28   | +2 giri               | 13      |
| 10  | 46 | Mario Moradei                   | Maserati    | 28   | +2 giri               | 14      |
| 11  | 16 | Ciro Basadonna                  | Maserati    | 27   | +3 giri               | 15      |
| 12  | 42 | Roger Chambard                  | Bugatti     | 26   | +4 giri               | 18      |
| 13  | 48 | Henry Leuzinger                 | Maserati    | 26   | +4 giri               | 16      |
| Rit | 6  | Pino Baruffi                    | Maserati    | 16   | Meccanico             | 20      |
| Rit | 10 | Mario Colini                    | Maserati    | 13   | Volante               | 17      |
| Rit | 32 | Franco Cortese                  | Maserati    | 11   | Riduttore             | 3       |
| Rit | 8  | Gigi Villoresi                  | Maserati    | 8    | Carburatore           | 4       |
| Rit | 40 | Harry Herkuleyns                | MG          | 7    | Pompa dell'olio       | 21      |
| Rit | 36 | Antonino Genuardi               | Fiat        | 7    | Tubo dell'olio        | 19      |
| Rit | 12 | Giovanni Rocco                  | Maserati    | 7    | Tubo dell'olio        | 5       |
| Rit | 2  | Georges Filippinetti            | Maserati    | 3    | Assenza di carburante | 12      |
| NA  | 14 | Luigi Soffietti                 | Maserati    | 0    | Non è arrivato        | -       |
| NA  | 20 | Luciano Uboldi                  | Maserati    | 0    | Non è arrivato        | -       |
| NA  | 22 | Nicholas Embiricos              | ERA         | 0    | Non è arrivato        | -       |
| NA  | 38 | Luigi Castelbarco               | Maserati    | 0    | Non è arrivato        | -       |